# كورتيس ستينسون
كورتيس ستينسون (بالإنجليزية: Curtis Stinson)‏ مواليد 15 فبراير 1983 في ذا برونكس، هو لاعب كرة سلة أمريكي. بدأ مسيرته الاحترافية في سنة 2006. يلعب في الدوري الفنزويلي لكرة السلة كلاعب هجوم خلفي. يبلغ طوله 6 قدم 3 بوصة (1.9 م). لعب كرة السلة الجامعية في جامعة ولاية آيوا.

## روابط خارجية
- كورتيس ستينسون على موقع كرة السلة الأوروبية.كوم (الإنجليزية)
- كورتيس ستينسون على موقع كلية كرة السلة في سبورتس رفرنس.كوم (الإنجليزية)
- كورتيس ستينسون على موقع ريلجم (الإنجليزية)
- كورتيس ستينسون على موقع بروبوليرز (الإنجليزية)
- كورتيس ستينسون على موقع سبورتس رفرنس (الإنجليزية)
- كورتيس ستينسون على موقع سبورتس رفرنس (الإنجليزية)